# Cjankali (dramat)
Cjankali (niem. Cyankali) – dramat Friedricha Wolfa z 1930 r. walczący z hipokryzją moralną i zabobonami religijnymi, dramat poruszał sprawę legalizacji aborcji.
Dramat wystawiony został 14 stycznia 1930 w Teatrze Miejskim przez Leona Schillera; sztuka Friedricha Wolfa (1888-1953). Dramat poruszał sprawę legalizacji poronień i regulacji urodzeń w świetle dzisiejszych stosunków społecznych, niepokojący sumienia nawet najbardziej zatabaczonych prawników i lekarzy. Przedstawienie wywołało gwałtowną reakcję. W.g. Schillera tłumy inteligentów i robotników mimo łzawiących i dusznych gazów rozsiewanych na oczach biernych władz bezpieczeństwa przez młodych czarnosecińców. Sztuka realizowała program lewicującego teatru w okresie międzywojnia teatru inspirowanego ekspresjonizmem oraz niemiecką awangardą. Była dyskutowana w kontekście nowego kodeksu lekarskiego w Polsce. Władysław Szlengel napisał w sierpniu 1930 roku wiersz Cjankali opublikowany w Naszym Przeglądzie na temat dramatu Wolffa.